# Pavlina Filipova
Pavlina Ivanova Filipova (Bulgaars: Павлина Иванова Филипова) (Berkovitsa, 20 december 1975) is een Bulgaars voormalig biatlete. Ze vertegenwoordigde haar vaderland op de Olympische Winterspelen 1998 in Nagano, de Olympische Winterspelen 2002 in Salt Lake City en de Olympische Winterspelen 2006 in Turijn.

## Resultaten

### Olympische Winterspelen
| Jaar | Plaats         | Onderdeel   | Onderdeel | Onderdeel     | Onderdeel  | Onderdeel |
| Jaar | Plaats         | Individueel | Sprint    | Achtervolging | Massastart | Estafette |
| ---- | -------------- | ----------- | --------- | ------------- | ---------- | --------- |
| 1998 | Nagano         | 4e          | 41e       |               |            | 16e       |
| 2002 | Salt Lake City | 20e         | 17e       | 12e           | 4e         |           |
| 2006 | Turijn         | 43e         | 46e       | 32e           | –          | 8e        |

### Wereldkampioenschappen
| Jaar | Plaats            | Onderdeel                               | Onderdeel                               | Onderdeel                               | Onderdeel                               | Onderdeel                               | Onderdeel          | Onderdeel |
| Jaar | Plaats            | Individueel                             | Sprint                                  | Achtervolging                           | Massastart                              | Estafette                               | Gemengde estafette | Team      |
| ---- | ----------------- | --------------------------------------- | --------------------------------------- | --------------------------------------- | --------------------------------------- | --------------------------------------- | ------------------ | --------- |
| 1997 | Brezno-Osrblie    | –                                       | –                                       | –                                       |                                         | 11e                                     |                    | 8e        |
| 1998 | Pokljuka          |                                         |                                         | 33e                                     |                                         | –                                       |                    |           |
| 1999 | Kontiolahti       | 57e                                     | 50e                                     | 41e                                     | –                                       | 9e                                      |                    |           |
| 2000 | Oslo Holmenkollen | 29e                                     | 26e                                     | 11e                                     | 20e                                     | 6e                                      |                    |           |
| 2001 | Pokljuka          | 24e                                     | 20e                                     | 25e                                     | 4e                                      | 6e                                      |                    |           |
| 2002 | Oslo Holmenkollen | Niet gehouden vanwege Olympische Spelen | Niet gehouden vanwege Olympische Spelen | Niet gehouden vanwege Olympische Spelen | –                                       |                                         |                    |           |
| 2003 | Chanty-Mansiejsk  | 35e                                     | 11e                                     | 15e                                     | 17e                                     | 7e                                      |                    |           |
| 2004 | Oberhof           | 13e                                     | 46e                                     | 42e                                     | 22e                                     | 6e                                      |                    |           |
| 2005 | Hochfilzen        | DSQ                                     | 36e                                     | 31e                                     | –                                       | 9e                                      | 20e                |           |
| 2006 | Pokljuka          | Niet gehouden vanwege Olympische Spelen | Niet gehouden vanwege Olympische Spelen | Niet gehouden vanwege Olympische Spelen | Niet gehouden vanwege Olympische Spelen | Niet gehouden vanwege Olympische Spelen | –                  |           |
| 2007 | Antholz           | 41e                                     | 64e                                     | –                                       | –                                       | 16e                                     | 18e                |           |
| 2008 | Östersund         | 40e                                     | 74e                                     | –                                       | –                                       | DNS                                     | –                  |           |
| 2009 | Pyeongchang       | 13e                                     | 50e                                     | 27e                                     | 22e                                     | 19e                                     | –                  |           |

### Wereldbeker
Eindklasseringen
| Seizoen   | Algemeen | Individueel | Sprint | Achtervolging | Massastart |
| --------- | -------- | ----------- | ------ | ------------- | ---------- |
| 1997/1998 | 31e      | 13e         | 36e    | –             |            |
| 1998/1999 | 53e      | –           | –      | 41e           | –          |
| 1999/2000 | 15e      | –           | –      | –             | –          |
| 2000/2001 | 25e      | 26e         | 29e    | 25e           | 12e        |
| 2001/2002 | 31e      | 39e         | 29e    | 28e           | 28e        |
| 2002/2003 | 22e      | 39e         | 17e    | 23e           | 20e        |
| 2003/2004 | 34e      | 14e         | 43e    | 36e           | 32e        |
| 2004/2005 | 31e      | 22e         | 36e    | 24e           | 29e        |
| 2005/2006 | 38e      | 17e         | 38e    | 43e           | 40e        |
| 2006/2007 | 53e      | 61e         | 44e    | 42e           | –          |
| 2007/2008 | 63e      | –           | –      | 44e           | –          |
| 2008/2009 | 62e      | 37e         | 85e    | 56e           | 41e        |